# Donaconethis abyssinica
Donaconethis abyssinica is een insectensoort uit de familie Embiidae, die tot de orde webspinners (Embioptera) behoort. De soort komt voor in Eritrea.
Donaconethis abyssinica is voor het eerst wetenschappelijk beschreven door Enderlein in 1909.